# AC Mantova
Az AC Mantova, teljes nevén Associazione Calcio Mantova egy másodosztályú olasz labdarúgócsapat, melynek székhelye Mantovában van.

## Jelenlegi keret
2009. február 10. szerint.
| #  |     | Poszt | Név                |
| -- | --- | ----- | ------------------ |
| 1  | ITA | K     | Mirko Bellodi      |
| 2  | ITA | KP    | Andrè Cuneaz       |
| 3  | ITA | V     | Iacopo Balestri    |
| 4  | ITA | KP    | Manuel Spinale     |
| 5  | ITA | V     | Mattia Notari      |
| 6  | ITA | V     | Luca Franchini     |
| 7  | ITA | KP    | Mattia Marchesetti |
| 8  | ITA | KP    | Roberto D'Aversa   |
| 10 | ITA | KP    | Gaetano Caridi     |
| 13 | CZE | CS    | Jaroslav Sedivec   |
| 14 | ITA | KP    | Claudio Grauso     |
| 16 | ITA | CS    | Carlo Coppari      |
| 17 | ITA | CS    | Federico Coppiardi |

| #  |           | Poszt | Név               |
| -- | --------- | ----- | ----------------- |
| 19 | ITA       | V     | Filippo Cristante |
| 20 | ITA       | KP    | Tomas Locatelli   |
| 23 | ITA       | V     | Federico Rizzi    |
| 24 | ITA       | CS    | Giorgio Corona    |
| 25 | ITA       | KP    | Alberto Creati    |
| 28 | ITA       | KP    | Dario Passoni     |
| 31 | Szlovénia | K     | Jasmin Handanovič |
| 33 | ITA       | KP    | Emiliano Tarana   |
| 51 | ITA       | V     | Riccardo Fissore  |
| 72 | ITA       | V     | Stefano Sacchetti |
| 77 | ITA       | V     | Simone Salviato   |

## Ismertebb játékosok
| - Anton Alleman - Gustavo Giagnoni - Dario Hübner - William Negri - Carlo Nervo |  | - Paolo Poggi - Ettore Recagni - Karl-Heinz Schnellinger - Angelo Sormani - Giorgio Veneri - Dino Zoff - Gabriele Graziani |

## Ismertebb edzők
- Ottavio Bianchi
- Roberto Boninsegna
- Mario Corso
- Edmondo Fabbri
- Hidegkuti Nándor

## Külső hivatkozások
- Hivatalos weboldal (olaszul)
- Storiadelmantova.it - A klub története (olaszul)